# Vasas-szakadék kis ürege
A Vasas-szakadék kis ürege a Duna–Ipoly Nemzeti Parkban lévő Visegrádi-hegységben, Szentendre területén található egyik üreg.

## Leírás
A Vasas-szakadék látható főhasadékától észak felé, túl a turistaúton, a lejtő kőtörmelékes, kőgörgeteges oldalában van. A Vasas-szakadéki 2. sz. barlangtól körülbelül 30 méterrel északra nyílik.
A megközelítését lásd a Vasas-szakadék megközelítésénél.
Az üreg egy legurult és felhasadt nagyobb görgetegben keletkezett úgynevezett atektonikus üreg.
Ez egy kis méretű, hasadékjellegű, lejtős átmenőüreg. A teljes hossza 3,3 méter, a legnagyobb magassága 1,4 méter. A keleti bejárata 40 centiméter széles, 70 centiméter magas és háromszög formájú. A nyugati, alsó bejárat 25 centiméter széles és 60 centiméter magas. Előfordul irodalmában Vasas-szakadék alsó barlangja néven is.

## Kutatástörténet
Az üreget 1996-ban Eszterhás István írta le és térképezte fel. A 2001. november 12-én készült Magyarország nemkarsztos barlangjainak irodalomjegyzéke című kézirat barlangnévmutatójában szerepel a Vasas-szakadék kis ürege. A barlangnévmutatóban meg van említve 1 irodalmi mű, amely foglalkozik az üreggel. A 364. tétel nem említi, a 363. tétel említi. A 2014. évi Karsztfejlődésben megjelent tanulmányban az olvasható, hogy a Visegrádi-hegység 101 barlangjának egyike a Szentendrén található Vasas-szakadék kis ürege, amely 3,3 m hosszú és 1,4 m magas.